# Steevy Chong Hue
Steeve Chong Hue (Papeete, 26 de janeiro de 1990) é um futebolista taitiano que atua como atacante. Atualmente, joga pelo AS Dragon.

## Carreira
Iniciou a carreira em 2009, no AS Samine. No ano seguinte, assinou com o AS Dragon, um dos principais times do Taiti, onde marcou 12 gols em 17 jogos. Sua única experiência clubística fora de seu país foi entre 2011 e 2012, quando integrou o elenco do BX Brussels, time das divisões inferiores da Bélgica, não tendo atuado em nenhuma partida.
Chong Hue, cuja ascendência é chinesa, retornou ao Taiti ainda em 2012, novamente para atuar pelo Dragon, onde marcou um gol em cinco partidas disputadas.
Em Julho de 2013, ele confirmou um contrato de teste com o FC Lorient

## Seleção
Pela Seleção Taitiana de Futebol, Chong Hue estreou em 2009, na categoria Sub-20, tendo jogado três partidas, todas pelo Campeonato Mundial de Futebol Sub-20 de 2009. Entretanto, seu maior feito foi ter marcado o gol que levou a equipe ao título da Copa das Nações da OFC, garantindo consequentemente uma vaga para a Copa das Confederações de 2013 e uma vaga para a fase final das Eliminatórias da Copa de 2014 da Oceania. A vitória, obtida frente à Nova Caledônia garantiu ao Taiti a primeira conquista de uma seleção que não fosse Austrália (até 2006) ou Nova Zelândia em território oceânico.

## Conquistas
- Copa das Nações da OFC:

Títulos (1): 2012